# Achelia barnardi
Achelia barnardi is een zeespin uit de familie Ammotheidae. De soort behoort tot het geslacht Achelia. Achelia barnardi werd in 1959 voor het eerst wetenschappelijk beschreven door Stock. 